# Etilcellulóz
Az etilcellulóz (E462) egy a cellulózból mesterséges úton, etilállással előállított szintetikus anyag. Az etilcellulóz a cellulóz etil-étere: a cellulózban található hidroxilcsoportokban (–OH) lévő hidrogént etilcsoporttal (-C2H5) helyettesítik, így -OC2H5-t kapva.

## Felhasználása
Az élelmiszeriparban emulgeálószerként, valamint térfogatnövelőként alkalmazzák. 
Emulgeálószerként való felhasználása az Európai Unióban tilos.

## Egészségügyi hatások
Napi maximum beviteli mennyisége nincs meghatározva. Nagy mennyiségben fogyasztva puffadást, hasmenést okozhat.